# Geusibia falsotorosa
Geusibia falsotorosa är en loppart som beskrevs av Wu Wenzhen, Ni Guoxiang et Li Kueichen 1987. Geusibia falsotorosa ingår i släktet Geusibia och familjen smågnagarloppor. Inga underarter finns listade i Catalogue of Life.